# Carphontes posticalis
Carphontes posticalis là một loài bọ cánh cứng trong họ Cerambycidae.